# Récif

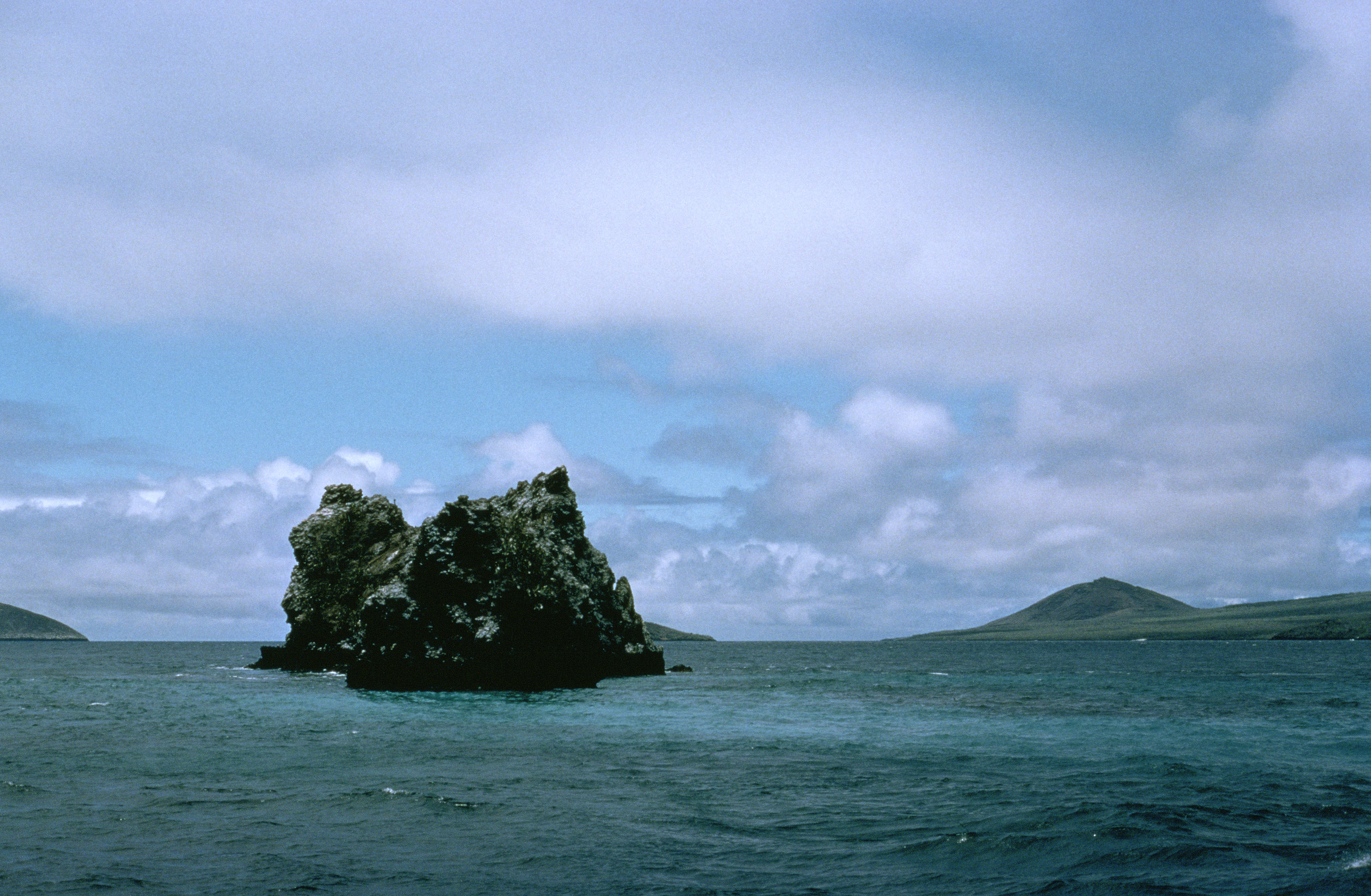
Un récif de pierres frangeantes. Ces récifs ne sont pas d'origine biologique, mais minéralogique.

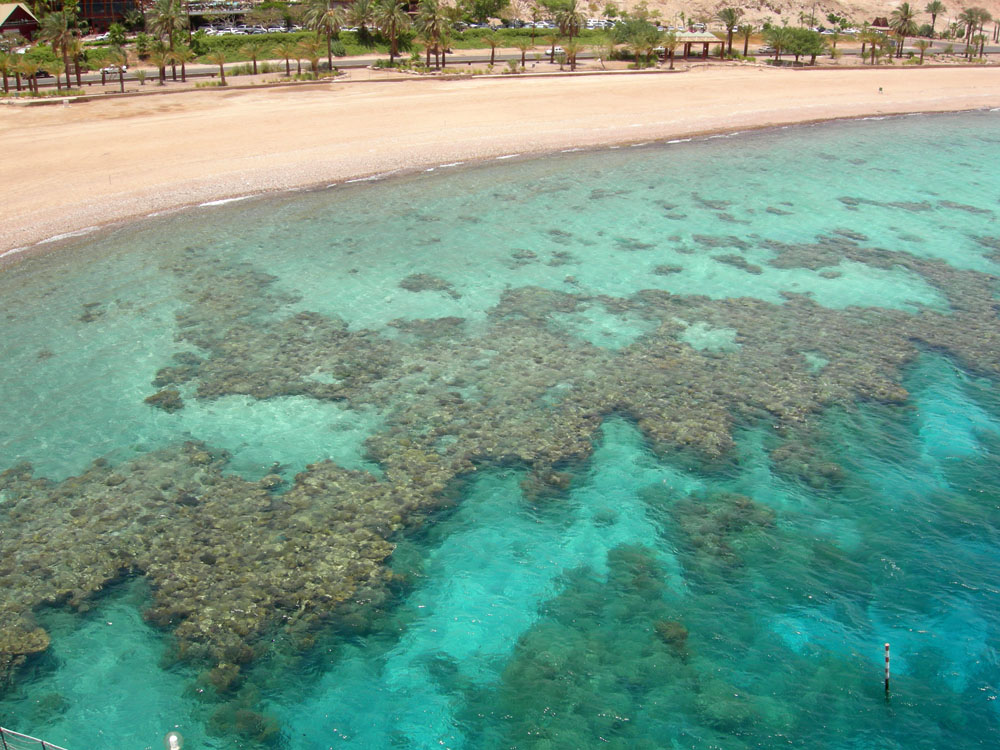
Récifs coralliens à Eilat.

Le récif, mot venant du portugais arracefe, arrecife puis recife (« récif ») lui-même tirant ses racines de l'arabe الرصيف ar-raṣīf (« chaussée, digue »), est le nom donné soit à une chaîne de rochers à fleur d'eau ou submergée, soit à une structure (calcaire ou autre) créée par l'accumulation de certains organismes vivants marins dont les plus connus sont les récifs de coraux des mers tropicales. Dans les deux cas, les récifs sont très dangereux pour les navigateurs.
En géomorphologie, « le terme de récif s’emploie rarement pour désigner des écueils formés de roches du substrat, et on le limite généralement à des constructions récentes, telles que les grès de plage ou les constructions biologiques » (récifs coralliens, hermelles).

## Récif corallien
Les organismes marins constructeurs de récifs les plus répandus et les plus connus sont les coraux, animaux cnidaires madréporiques qui sont constitués de petits animaux vivant en colonie : les polypes, qui vivent en symbiose avec une algue, la zooxanthelle. Cette algue fournit la presque totalité de la nourriture au corail —- le reste étant comblé par la consommation d'organismes planctoniques — et, en échange, le corail lui fournit un endroit sûr pour se développer. Les coraux sont sensibles à la température, à la luminosité et à l'acidité du milieu où ils habitent : le moindre dérangement peut faire expulser les algues zooxanthelles, et aboutir au dépérissement et à la mort du corail par blanchissement, incapable de se nourrir assez pour garder la colonie en forme. Ce phénomène est appelé blanchissement des coraux.
Les coraux, au fil de leur existence, croissent et créent petit à petit un squelette calcaire, fait de carbonate de calcium : le récif s'agrandit. Lorsque le corail meurt, d'autres larves de coraux se déposeront sur les anciennes structures calcaires, s'accumulant alors pendant des milliers d'années pour créer avec le temps des récifs géants millénaires, comme on peut le voir à la grande barrière de corail en Australie. Les récifs peuvent aussi être complétés par les coquilles de mollusques et d'échinodermes morts, par les restes calcaires transformés en sable par les animaux broutant et perforant les coraux comme les poissons-perroquets, ainsi que par les algues et les animaux encroutant (autres cnidaires, spongiaires, tuniciers, vers tubicoles, etc.) qui comblent les cavités des récifs. Les tempêtes violentes, courantes dans les mers tropicales détruisent souvent des pans de récifs. Ils finissent par se régénérer rapidement, suivant la croissance du récif.
Il existe deux types de coraux : les mous et les durs. Les durs sont les principaux créateurs de récifs coralliens tropicaux ; les mous participent aussi, bien qu'en moindre proportion, à l'élaboration du récif de corail.
Les coraux, en plus de se multiplier par bourgeonnement, lâchent du sperme et des ovules dans l'eau, qui une fois fécondés, donnent des larves planctoniques. Si elles se déposent sur un bon substrat et s'y développent, elles pourront créer une nouvelle colonie.

## Autres constructeurs de récifs

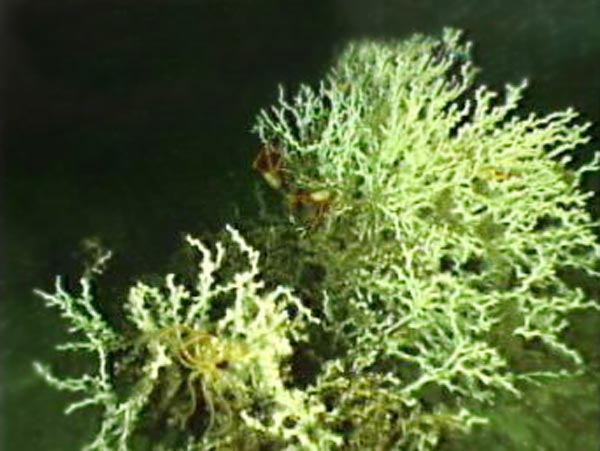
Un récif de coraux d'eau froide de Lophelia pertusa.

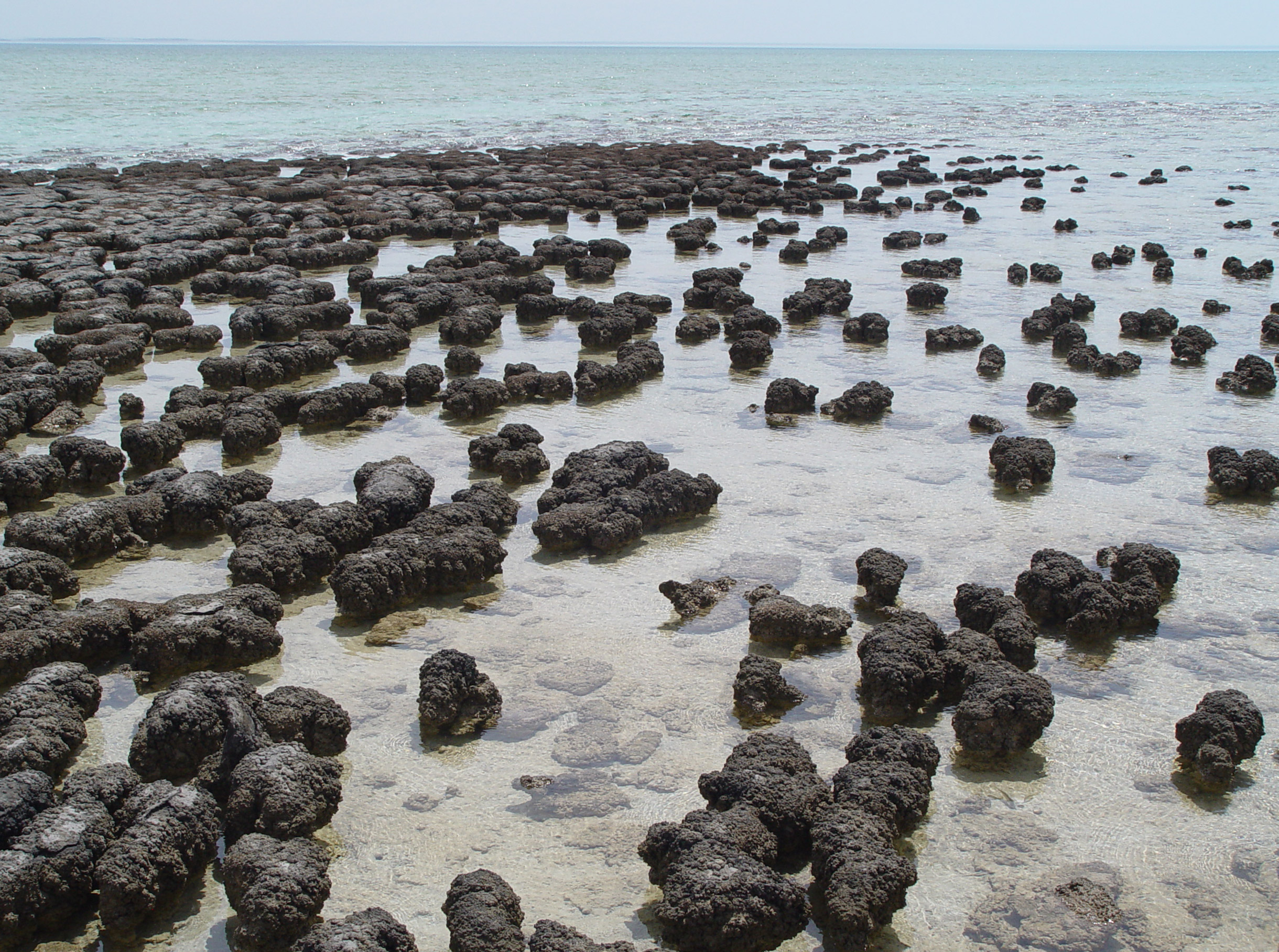
Récif de stromatolites à Shark Bay.

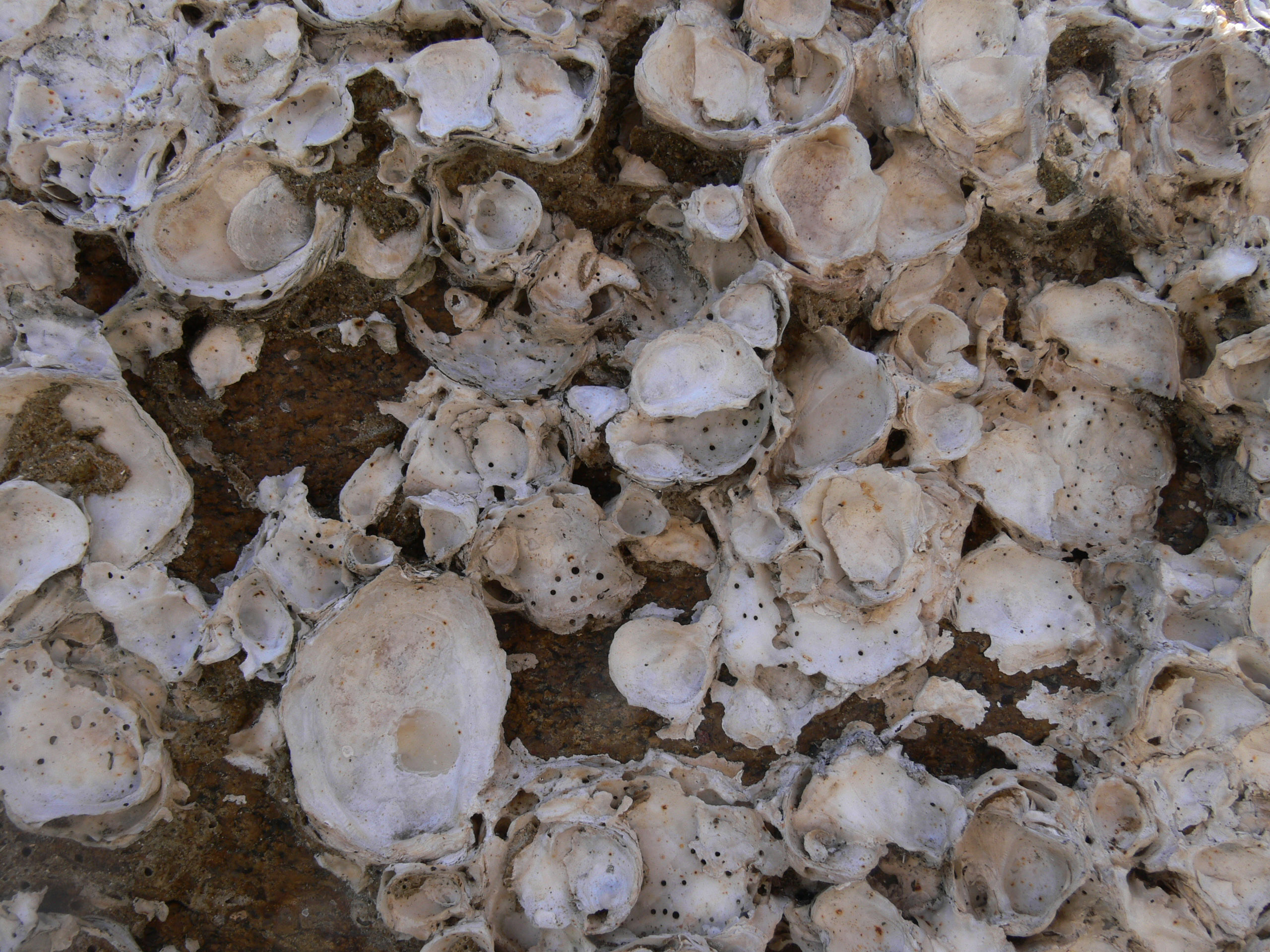
Un récif d'huîtres en Bretagne.

Les coraux des mers tropicales ne sont pas les seuls organismes à pouvoir créer des récifs. En milieu marin, des bioconstructions de type récifal peuvent être élaborées par plusieurs sortes d'animaux marins invertébrés. 
- Récifs coquilliers : regroupement cohésif de coquilles (huîtres, moules) formant un relief supérieur à 50 cm. Ces formations récifales se distinguent des bancs coquilliers, regroupement moins cohésif formant un relief inférieur à 50 cm[2].

- Récifs de vers tubicoles  : il existe par exemple, dans certains abers écossaises, des récifs de vers tubicoles de l'espèce Serpula vermicularis. Ailleurs, dans le monde, on peut trouver des biorécifs d'hermelles.

- Récifs d'éponges créés par des éponges marines, notamment celles du genre Vacelatia, abondantes avant l'essor des coraux et aujourd'hui cantonnées à certaines zones de l'Océan Pacifique ; et celles du genre Heterochone, éponges siliceuses pouvant créer des récifs de plus de vingt mètres de haut et s'étalant sur plusieurs kilomètres, dans les eaux froides du Pacifique Nord entre 100 et 250 mètres de profondeur. Ces récifs étaient immenses et nombreux durant le Permien, et il en reste quelques-uns, relictuels, considérés comme fossiles vivant dans le Nord-Est du Pacifique.'

- Récifs de bryozoaires.

- Récifs de coraux mous et durs d'eau froide. Ce sont pour la plupart des coraux du genre Lophelia, Goniocorella, Solenosmilia, Madrepora, Antipathes et Primnoa, qui créent des larges récifs dans les eaux profondes et froides (bien que l'on ait trouvé des récifs de Lophelia dans des fjords norvégiens à des faibles profondeurs) de certaines zones localisées un peu partout dans le monde. Ces coraux ne dépendent pas de la zooxanthelles, et peuvent donc se développer jusqu'à plus de 1 000 mètres de profondeur. Sur certains monts sous-marins, des espèces endémiques du genre Primnoa ont été découvertes. Plusieurs espèces animales vivent en association avec ces coraux, notamment les galathées.

- Récifs de végétaux : certains végétaux peuvent aussi créer des récifs. Les algues coralligènes par exemple, mais aussi les plantes monocotylédones aquatiques, comme les zostères, les posidonies et les Cymodocées, peuvent créer, en s'accumulant dans les eaux peu profondes, des "récifs barrières" protégeant les côtes des tempêtes.

- Récifs de cyanobactéries : les cyanobactéries construisent des formations appelées stromatolites, répandues très largement sur la terre il y a 3,5 milliards d'années. On peut encore en voir à Shark Bay en Australie, et dans certaines autres parties du monde.